# Memecylon cerasiforme
Memecylon cerasiforme är en tvåhjärtbladig växtart som beskrevs av Wilhelm Sulpiz Kurz. Memecylon cerasiforme ingår i släktet Memecylon och familjen Melastomataceae. Inga underarter finns listade i Catalogue of Life.